# 진먼대교
진먼대교(金門大橋)는 진먼현의 대진먼섬과 례위향 소진먼섬을 잇는 다리이다.

## 같이 보기
- 대만의 교통